# Eumetopina maculata
Eumetopina maculata är en insektsart som beskrevs av Frederick Arthur Godfrey Muir 1919. Eumetopina maculata ingår i släktet Eumetopina och familjen sporrstritar. Inga underarter finns listade i Catalogue of Life.